# Староство
Старо́ство — адміністративно-територіальна і господарська одиниця в державних володіннях у Польському королівстві, Великому князівстві Литовському та українських і білоруських земель, що входили до їх складу.

## Загальна характеристика
Королівські маєтки (пол. królewszczyzna) у Речі Посполитій королі передавали в пожиттєве держання старостам («до вірних рук»), в оренду та заставу на умові надання певної суми грошей чи виконання військових повинностей і становили основу прибутків тогочасної польської держави.  
 Для сплати податків були підготовлені дуже детальні й точні описи староств, так звані люстрації. 
Староства мали бути нагородою лише тими, хто зробив великі заслуги перед вітчизною, і їх стали називати «хлібом заслужених» (лат. panis bene merentium). Старостами однак часто були не особи з державними заслугами, а найбагатші. 
 Староста був майже спадковим паном, бо закон під назвою «загальне право» (лат. Jus commune) дозволяв вдові старости зберігати старостство довічно. 

В Україні, де опір середньої шляхти магнатам не був таким організованим і послідовним, як в інших регіонах Речі Посполитої, процвітала практика зосередження в одних руках багатьох державних урядів і староств та широко практикувалася прижиттєва поступка права на старостинський уряд синам.
Залежно від того, чи були в старостві місто і суд чи ні, староства були «міськими» чи «неміськими» (пол. starostwo grodowe, starostwo niegrodowe), так як і старости.
- Староство гродове (міське) — королівський маєток, що знаходився в користуванні (оренда, застава) старости (тенутарія).[4] 
 Староста був королівським чиновником який здійснював адміністративну діяльність та кримінальне судочинство в межах свого староства.[5]

- Староство негродове (земське) — комплекс королівських маєтків навколо резиденції міського старости, що був під його управлінням і призначався для його утримання .
 Негродовий староста — тенутарій (лат. capitaneus sine iurisdictione) —  був орендарем  королівських маєтків без прав міського старости, таких як суд, поліція та правоохоронні повноваження.[6]
 Існує список негородових старост розділений по воєводствах.[7]

## Історія
Слово староста було відомо ще на Русі.
 Руська Правда згадує сільського і ратайного старосту в статті 24.
За часів удільної роздрібленості Русі удільні князі назначали керівників які називались намісники, державці чи старости. Вони управляли не тільки господарським замком, але й прилеглою територією. Такі райони називалися уділама чи уїздами.
Першими за часом виникнення та суспільною значимістю були гродові староства упроваджені у Польщі під час правління короля Вацлава II (1300 — 1305).
 У зв’язку із запровадженням нової посадової особи — старости, посада воєводи втратила попереднє значення, а він з намісника монарха став представником даної землі при ньому.
За Казимира III Великого (1333 — 1370) було створене Руське генеральне староство, а за Юрія Коріятовича старостинське управління на Поділлі мало статус генерального і називалось Подільське генеральне староство (пізніше — Кам'янецьке генеральне староство).
У 1347 р. з’явилися статути Казимира III, що стали відомі  в історіографії під загальною назвою «Віслицько-Пйотркувські статути» в 20-х роках XV століття. 
 Вважається що статути дали поштовх для створення повітів які вперше були запроваджені в Польщі в другій половині XIV ст. коли діяла система територіального поділу, заснована на судово-земельній системі. 
 Повіт складали землі 2-3 судових округів. Для кожної землі засновувався уповноважений князівський суд із судді та підсудків, а також місцевих урядовців. Разом з околицями ці землі утворювали повіти, а управління маєтком правителя для кожної землі перебувало в руках спеціальних управителів (лат. procuratores), які з середини XV ст. називались старостами.
На віленському сеймі (пол. sejm wileński) 1565-1566 рр.  прийнято Другий Литовський статут (також відомий як Волинський статут) де було створено перелік повітів, вказані їх межі, а також названі місця розташування земельного суду.
 
Намісники, державці чи старости в той час мали військову, адміністративну, судову і фінансово-господарську владу, а деякі з них, завдяки своєму географічному розташуванню,  мали ще й політичні повночиння.
Після Люблінської унії (1569) Річ Посполита складалася з двох частин: Корони Королівства Польського (Корона) та Великого князівства Литовського (ВКЛ).
 Корона була поділена на дві провінції: Великопольску (пол. Prowincja wielkopolska) — 14 воєводств та Малопольську (пол. Prowincja małopolska) — 11 воєводств. 
 Велике князівство Литовське вважалося Литовською провінцією та мало девять воєводств.
 Воєводства здебільшого відразу поділялося на повіти, хоча іноді спочатку були землі, а вже там повіти.
Старости залишилися органом королівської влади у воєводствах і землях проте не зуміли перетворитися на справжні органи адміністрації. 
 Вони поступово набули характеру земських посад, а конституція 1611 р. розмістила їх після підкоморіїв у послідовному порядоку земських посад.

## Великопольська провінція
Великопольська провінція складалася з Великопольщі, Мазовії та
Королівської Прусії.

Воєводства і князівства Великопольщі і Королівської Прусії (за винятком Вармійського князівства) відразу ділилися на повіти, а Мазовія спершу на землі, а потім на повіти. 
Великопольська провінція мала багато староств гродових.
| Староства гродові |
| - Берестя-Куявське (пол. Brześć Kujawski) - Бидгощ (пол. Bydgoszcz) - Бобровники (пол. Bobrowniki) - Варшава (пол. Warszawa) - Валч (пол. Wałcz) - Велюнь (пол. Wieluń) - Вишогруд (пол. Wyszogród) - Візна (пол. Wizna) разом з Вонсош - Всхова (пол. Wschowa) - Гнєзно (пол. Gniezno) - Гостинін (пол. Gostynin) - Дзежґонь (пол. Kiszpork (Dzierzgoń)) разом з Штум - Закрочим (пол. Zakroczym) - Каліш (пол. (Kalisz) - Конін (пол. Konin) - Іновроцлав (пол. Inowrocław) - Ковалево (пол. Kowalewo) - Коваль (пол. Kowal) - Крушвиця (пол. Kruszwica) - Ленчиця (пол. Łęczyca) - Лів (пол. Liw) - Ломжа (пол. Łomża) з Остроленка, Кольно і Замбрів - Накло (пол. Nakło) - Нур (пол. Nur), включаючи Острув-Мазовецька і Каменьчик - Остшешув (пол. Ostrzeszów) - Пиздри (пол. Pyzdry) - Пйотркув-Трибунальський (пол. Piotrków Trybunalski) - Плоцьк (пол. Płock) - Пшедеч (пол. Przedecz) - Познань (пол. Poznań) - Радзеюв (пол. Radziejów) - Рава-Мазовецька (пол. Rawa Mazowiecka) - Скаршеви (пол. Skarszewy) - Серадз (пол. Sieradz) - Сохачев (пол. Sochaczew) - Черськ (пол. Czersk) - Цеханув (пол. Ciechanów) |

## Литовська провінція та інші території
Литовська провінція (пол. Prowincja litewska, Wielkie Księstwo Litewskie), інші території (Лівонія, Севезьке князівство, Ленні території (пол. Lenno) та  протекторати детально описані в Адміністративно-територіальному поділі Речі Посполитої.
Литовська провінція
| Староства гродові |
| - Браслав (пол. Brasław) - Берестя (пол. Brześć Litewski) - Векшняй (пол. Wieksznie) - Вільнюс (пол. Wilno) - Вількомир (пол. Wiłkomierz) - Вітебськ (пол. Witebsk) - Волковиськ (пол. Wołkowysk) - Гродно (пол. Grodno) - Каунас (пол. Kowno Upita) - Ліда (пол. Lida) - Мінськ (пол. Mińsk) - Мозир (пол. Mozyrz) - Мстислав (пол. Mścisław) - Мядель (пол. Miadzioł) - Новогрудок (пол. Nowogródek) - Орша (пол. Orsza) - Пінськ (пол. Pińsk) - Полоцьк (пол. Połock) - Расейняй (пол. Rosienie) - Речиця (пол. Rzeczyca) - Слонім (пол. Słonim) - Смоленськ (пол. Smoleńsk) - Тракай (пол. Troki) - Упите (пол. Upita) - Шяуляй (пол. Szawle) |

## Малопольська провінція
Малопольська провінція  складалася з воєводств і князівств. На самому початку вона мала значну кількість староств гродових.
| Староства гродові |
| - Белз (пол. Bełz) - Бєч (пол. Biecz) - Більськ-Підляський (пол. Bielsk Podlaski) - Брацлав (пол. Bracław) - Буськ (пол. Busk) - Вінниця (пол. Winnica) - Володимир (пол. Włodzimierz) - Галич (пол. Halicz) - Городло (пол. Horodło) - Грабовець(пол. Grabowiec) - Дрогичин (пол. Drohiczyn) - Жидачів (пол. Żydaczów) - Житомир (пол. Żytomierz) - Корчин - Новий Корчин (пол. Nowe Miasto Korczyn) - Корчин (пол. Stary Korczyn) - Кам'янець-Подільський з Латичевом (пол. Kamieniec Podolski, Latyczowem) - Київ (пол. Kijów) - Краків (пол. Kraków) - Краснистав (пол. Krasnystaw) - Кременець (пол. Krzemieniec) - Львів (пол. Lwów) - Луків (пол. Łuków) - Луцьк (пол. Łuck) - Люблін(пол. Lublin) - Мельник (пол. Mielnik) - Новгород-Сіверський (пол. Nowogród Siewierski) - Овруч (пол. Owrucz) - Опочно (пол. Opoczno) - Освенцім (пол. Oświęcim) - Перемишль (пол. Przemyśl) - Радом (пол. Radom) - Сандомир (пол. Sandomierz) - Санок (пол. Sanok) - Сонч (пол. Stary Sąc) - Стежица (пол. Stężyca - Трембовля (пол. Trembowla) - Хелм (пол. Chełm) - Хенцини (пол. Chęciny) - Чернігів (пол. Czernihów) |

З часом ті староства змінювались чи просто зникали, але деякі залишилися відомими.
- Белзьке воєводство

- Брацлавське воєводство. 
Воєводство було поділено на три повіти: Брацлавський, Вінницький та Звенигородський. 
 Крім повітів у воєводстві були ще й староства:[17]  Брацлавське староство (пол. Starostwo Bracławskie) — центр в Браславі.
 Вінницьке староство (пол. Starostwo Winnickie) — центр в Вінниці (Вінницькі старости). 
Літинське староство (пол. Starostwo Lityńskie) — центр в Літині.
- Волинське воєводство

- Київське воєводство
  - Білоцерківське староство належало, зокрема, князю Василю-Костянтину Острозькому, згодом його синові Янушу
  - Богуславське
  - Гадяцьке (утворене [[1634] р.)]
  - Житомирське — тривалий час належало князям Заславським
  - Канівське
  - Корсунське староство перебувало в руках, зокрема, Даниловичів з кінця XVI ст.
  - Любецьке
  - Овруцьке
  - Остерське
  - Переяславське
  - Черкаське староство 
 У 1638 князь Костянтин Вишневецький (†1641) уступив право на Черкаське староство своєму синові Олександру[18]

- Краківське воєводство

- Люблінське воєводство

- Підляське воєводство

- Подільське воєводство
  - Барське староство (також відоме як Ровсько-Барське) існувало в 1540–1793 роки, керував ним староста Барський.

- Сандомирське воєводство

- Руське воєводство

- Чернігівське воєводство

### Староства Західної України
У західноукраїнських землях (Галичина, Галицьке Поділля, Буковина, Закарпаття), що з кінця XVIII ст. знаходились у складі імперії Габсбургів (з 1804 року — Австрійської імперії, з 1867 — Австро-Угорської), та Польщі (1918/1919–1939 рр.), очолюване старостою повітове управління здійснювало адміністративну владу на території повіту. 
Апарат управління староства складався з секторів (рефератів) і відділів. 
 Основне місце займали відділи безпеки.  
 Адміністративні відділи здійснювали нарівні з органами суду і прокуратури каральну політику (так звана «адміністративно-каральна юстиція»), засуджуючи до тюремного ув'язнення строком до трьох місяців і до штрафів до 3 тисяч злотих. 
Другорядне положення в апараті повітових староств займали сектори і відділи охорони здоров'я, соціального забезпечення, сільського господарства тощо, оскільки цим галузям адміністрації в Західній Україні уряд Польщі приділяв мінімальну увагу.
- Галицьке староство.[19]